# Schaghticoke (ville, New York)
Ne doit pas être confondu avec le village de Schaghticoke.
Schaghticoke est une ville du comté de Rensselaer, dans l'État de New York, aux États-Unis,. En 2010, elle comptait une population de 7 679 habitants.

## Démographie
Lors du recensement de 2010, la ville comptait une population de 7 679 habitants, tandis qu'en 2016, elle est estimée à 7 668 habitants.